# Typhloroncus guatemalensis
Espèce
Typhloroncus guatemalensis est une espèce de pseudoscorpions de la famille des Ideoroncidae.

## Distribution
Cette espèce est endémique du département d'Alta Verapaz au Guatemala. Elle se rencontre à Lanquín dans la grotte Gruta de Lanquín.

## Étymologie
Son nom d'espèce, composé de guatemal[a] et du suffixe latin -ensis, « qui vit dans, qui habite », lui a été donné en référence au lieu de sa découverte, le Guatemala.

## Publication originale
- Viana & Ferreira, 2019 : A new troglobitic species of Typhloroncus (Arachnida: Pseudoscorpiones: Ideoroncidae) from Guatemala. Zootaxa, no 4576(2), p. 288-300.